# Маразлиевка (Татарбунарский район)
Маразлиевка (укр. Маразліївка) — село, относится к Татарбунарскому району Одесской области Украины.
Население по переписи 2001 года составляло 329 человек. Почтовый индекс — 68152. Телефонный код — 4844. Занимает площадь 1,04 км². Код КОАТУУ — 5125082402.

## Местный совет
68152, Одесская обл., Татарбунарский р-н, с. Жёлтый Яр